# Synogonia nasuta
Synogonia nasuta är en insektsart som beskrevs av Fowler 1900. Synogonia nasuta ingår i släktet Synogonia och familjen dvärgstritar. Inga underarter finns listade i Catalogue of Life.